# Ornithogalum pycnanthum
Ornithogalum pycnanthum är en sparrisväxtart som beskrevs av Per Erland Berg Wendelbo. Ornithogalum pycnanthum ingår i släktet stjärnlökar, och familjen sparrisväxter. Inga underarter finns listade i Catalogue of Life.